# Критское море
Кри́тское мо́ре (греч. Κρητικό Πέλαγος) — южная глубоководная часть Эгейского моря.
Расположено между группами островов Киклады и Додеканес на севере и востоке и островом Крит на юге. Юго-восточная часть Эгейского моря античными авторами именовалась Карпатосским морем по острову Карпатосу, лежащему между Критом и Родосом.

## Порты и города
- Кисамос — северо-запад острова Крит (юго-запад Критского моря)
- Ханья — северо-запад острова Крит
- Суда — северо-запад острова Крит
- Ретимнон — север острова Крит
- Ираклион — север острова Крит
- Айос-Николаос — северо-восток острова Крит
- Сития — северо-восток острова Крит
- Анафи — остров на северо-востоке моря
- Касос — остров на северо-востоке
- Тира — остров на севере моря

## Заливы и бухты
- Кисамос — северо-запад острова Крит
- Ханья — северо-запад острова Крит
- Суда — северо-запад острова Крит
- Алмирос[вд] — центр севера острова Крит
- Мирабелон — восток острова Крит